# مقاصد الفلاسفة
مقاصد الفلاسفة أحد كتب الإمام أبي حامد الغزالي، وهو بمثابة مقدمة لكتاب تهافت الفلاسفة.
ويعرض الغزالي في هذا الكتاب مقاصد علم الفلسفة، وذكر فيه مصطلحات ومباحث الفلسفة من غير نقد أو تحليل، قبل أن يقوم بنقد هذه الأفكار في «التهافت».

## خلفية
الكتاب، كما يدل اسمه، يلخص ما جاء به الفلاسفة مثل أرسطو وأفلاطون وابن سينا والفارابي. والكتاب ما هو إلا تمهيد لكتاب التهافت، حيث يقول الغزالي في خاتمة الكتاب:

## الطبع
كانت أول طبعة للكتاب هي طبعة محيي الدين صبري الكردي (القاهرة 1331 هـ)، ثم تلاها طبعة سليمان دنيا وهي مأخوذة من طبعة الكردي. ثم طبعت بتحقيق محمود بيجو الذي قال في مقدمة طبعته (دمشق 1420 هـ) أنه أصلح الاضطراب الذي كان في الطبعات القديمة التي كان سببها وضع أوراق في غير محلها.

## الترجمة
تُرجم الكتاب إلى عدة لغات، منها اللاتينية (طبعت في البندقية 1506 م) والعبرية والإسبانية القديمة والأردية.

## وصلات خارجية
- مقاصد الفلاسفة - المطبعة المحمودية التجارية بالأزهر، الطبعة الثانية، 1355 هـ / 1936 م (طبع على نفقة محيي الدين صبري الكردي).